# Tučapy (district de Tábor)
Pour les articles homonymes, voir Tučapy.
Tučapy (en allemand : Tutschlap) est une commune du district de Tábor, dans la région de Bohême-du-Sud, en Tchéquie. Sa population s'élevait à 792 habitants en 2020.

## Géographie
Tučapy se trouve à 17 km au sud-est de Tábor, à 43 km au nord-est de České Budějovice et à 92 km au sud-sud-est de Prague.
La commune est limitée par Krátošice et Choustník au nord, par Budislav et Katov à l'est, par Mezná et Přehořov au sud, et par Zvěrotice, Sedlečko u Soběslavě, Myslkovice et Košice à l'ouest.

## Histoire
La première mention écrite de la localité date de 1354.

## Administration
La commune se compose de trois quartiers :
- Tučapy
- Brandlín
- Dvorce